# 0737
0737 è il prefisso telefonico del distretto di Camerino, appartenente al compartimento di Ancona.
Il distretto comprende la parte occidentale della provincia di Macerata. Confina con i distretti di Fabriano (0732) a nord, di Macerata (0733) e di Ascoli Piceno (0736) a est, di Spoleto (0743) a sud e di Foligno (0742) a ovest.

## Aree locali e comuni
Il distretto di Camerino comprende 20 comuni inclusi nell'unica area locale omonima (ex settori di Camerino, Matelica e Visso). I comuni compresi nel distretto sono: Bolognola, Camerino, Castelraimondo, Castelsantangelo sul Nera, Esanatoglia, Fiastra, Fiuminata, Gagliole, Matelica, Monte Cavallo, Muccia, Pieve Torina, Pioraco, Sefro, Serravalle di Chienti, Ussita, Valfornace e Visso .
AREE LOCALI E RETI URBANE 
Area Locale di Camerino
Comprende le Reti Urbane di: Camerino, Fiastra, Fiuminata, Matelica, Pieve Torina, Serravalle di Chienti e Visso.
Rete Urbana di Camerino
Comprende i Comuni di Camerino, Castelraimondo, Gagliole, Muccia, Pioraco, Sefro e Valfornace.
Rete Urbana di Fiastra
Comprende i Comuni di Acquacanina, Bolognola e Fiastra.
Rete Urbana di Fiuminata
Comprende il solo Comune di Fiuminata.
Rete Urbana di Matelica
Comprende i Comuni di Esanatoglia e Matelica.
Rete Urbana di Pieve Torina
Comprende i Comuni di Monte Cavallo e Pieve Torina.
Rete Urbana di Serravalle di Chienti
Comprende il solo Comune di Serravalle di Chienti.
Rete Urbana di Visso
Comprende i Comuni di Castelsantangelo sul Nera, Ussita e Visso.